# Isle au Haut
Die Isle au Haut ist eine Insel in der Penobscot Bay des Atlantiks. Sie liegt im Knox County und gehört zur Town Isle au Haut, zu der auch weitere Inseln gehören und ist Teil des Acadia-Nationalparks des US-Bundesstaates Maine.
Die Insel hat eine Fläche von 11 Quadratkilometern und 75 Einwohner. Sie erhielt ihren Namen 1604 von dem französischen Entdecker Samuel de Champlain. Der Hauptort der Insel ist das Village Isle au Hau. Gegründet wurde Isle au Haut am 28. Februar 1874.
Die Insel wird mit Postschiffen angelaufen, die keine Autos transportieren. Die Fahrt zur Insel beginnt in Stonigton an der Südspitze von Deer Island. Die ca. 45 Minuten dauernde Überfahrt endet am Town Landing. Die Straße führt zur dortigen Ranger Station. Dort beginnt der 4 Meilen lange Duck Harbor Trail, der durch Wald, Strand und Blaubeersträucher führt. 
Auf der Insel leben Fischadler und Weißkopfseeadler. Es gibt mindestens 11 Schiffswracks rund um die Insel. Am südlichen Ende der Meerenge zwischen Isle au Haut und Kimball Island liegt das 1907 in Betrieb genommene Point Robinson Lighthouse. Einige Teile der Insel sind in Privatbesitz. Ein Campingplatz ist in der Nähe von Duck Harbor.
Berühmteste Einwohnerin der Insel ist die Schriftstellerin Linda Greenlaw.
Ihre Hummer Chroniken beschreiben das Leben und den Fischfang auf der Insel.